# Franz Mellich
Franz Mellich (* 7. Dezember 1891 in Horní Ruzodol (Ober-Rosenthal, Böhmen); † 11. Februar 1954 in Bludenz) war ein österreichischer Politiker (SPÖ). Mellich war von 1945 bis 1945 Mitglied des österreichischen Bundesrats.

## Leben und Wirken
Franz Mellich wurde am 7. Dezember 1891 in Ober-Rosenthal, dem heutigen Horní Ruzodol, in Böhmen geboren. Er besuchte die Volksschule und anschließend die Staatsgewerbeschule in der nordböhmischen Stadt Liberec (Reichenberg). Dort erlernte er den Beruf des Technikers und besuchte in den Jahren 1919–1921 auch die Betriebsrätelehrerschule. Zuvor leistete er noch von 1912 bis 1919 Militärdienst. Er fand anschließend eine Anstellung bei den Steyr-Werken in Steyr, wo er von 1921 bis 1924 auch dem Angestelltenbetriebsrat angehörte. 1931 übersiedelte Mellich nach Feldkirch in Vorarlberg, wo er bis 1935 als Angestellter der Städtischen Versicherung der Stadt Wien arbeitete. Aus diesem Anstellungsverhältnis wurde Mellich 1935 aus politischen Gründen entlassen. In weiterer Folge arbeitete er als Textilkaufmann in Feldkirch.
Politisch aktiv wurde Mellich erstmals als Bezirksleiter der paramilitärischen Organisation Republikanischer Schutzbund. Später engagierte er sich auch als Landwirtschaftsrat und als Kammerrat. Vom 19. Dezember 1945 bis zum 25. Oktober 1949 war Franz Mellich zudem vom Vorarlberger Landtag entsandtes Mitglied des Bundesrats in Wien.